# باندی جانکشن، نیو ساوت ولز
باندی جانکشن (به انگلیسی: Bondi Junction) یک حومه شهر در استرالیا است که در نیو ساوت ولز واقع شده‌است.